# Lemniscomys rosalia
Lemniscomys rosalia is een knaagdier uit het geslacht Lemniscomys.

## Kenmerken
De rug is licht roodbruin in droge gebieden tot roodoranje in donkerdere gebieden, de onderkant wit. Net als andere soorten van het geslacht is deze soort te herkennen aan de donkere streep die van de bovenkant van het hoofd tot de bovenkant van de staart loopt. De totale lengte bedraagt 24 tot 30 cm, de staartlengte 12,5 tot 16,5 cm en het gewicht 51 tot 74 gram.

## Leefwijze
L. rosalia is overdag actief en graaft holen tussen het gras. Het dier leeft alleen, in paren of in familiegroepen. Dit dier eet zaden.

## Voortplanting
De draagtijd is 24 tot 33 dagen. Jongen worden 's zomers geboren. Gemiddeld bevat een nest vier jongen, maar ook vijf kan voorkomen. De jongen eten op hun 14e dag voor het eerst vast voedsel en worden op hun 20e dag gespeend.

## Verspreiding
Deze soort komt voor van Zuid-Kenia tot Noord-Namibië en Oost-Zuid-Afrika.

## Soortenbeschrijving
Het karyotype bedraagt 2n=54, FN=64. Deze soort behoort samen met de aalstreepgrasmuis (L. griselda), L. roseveari en L. linulus tot de L. griselda-groep. De grenzen tussen de soorten uit deze groep zijn grotendeels nog onduidelijk. Deze soort komt voor in allerlei soorten dicht, hoog gras.
Zebragrasmuis (Lemniscomys barbarus) · Lemniscomys bellieri · Aalstreepgrasmuis (Lemniscomys griselda) · Lemniscomys hoogstraali · Lemniscomys linulus · Lemniscomys macculus · Lemniscomys mittendorfi · Lemniscomys rosalia · Lemniscomys roseveari · Gestreepte grasmuis (Lemniscomys striatus) · Lemniscomys zebra